# Leptodontium handelii
Leptodontium handelii är en bladmossart som beskrevs av Thériot 1932. Leptodontium handelii ingår i släktet groddmossor, och familjen Pottiaceae. Inga underarter finns listade i Catalogue of Life.